# Ljubenova machala
Ljubenova machala (bulgariska: Любенова махала) är ett distrikt i Bulgarien.   Det ligger i kommunen Obsjtina Nova Zagora och regionen Sliven, i den centrala delen av landet, 220 km öster om huvudstaden Sofia.
Trakten runt Ljubenova machala består till största delen av jordbruksmark. Runt Ljubenova machala är det ganska glesbefolkat, med 48 invånare per kvadratkilometer.